# Zharfan Rohaizad
Zharfan Rohaizad (* 21. Februar 1997 in Singapur), mit vollständigen Namen Muhammad Zharfan Bin Rohaizad, ist ein singapurischer Fußballspieler.

## Karriere

### Verein
Zharfan Rohaizad erlernte das Fußballspielen in der National Football Academy in Singapur. 2015 wurde er an die Singapore LionsXII ausgeliehen. Die Lions Twelve waren ein Fußballverein aus Singapur, der von 2012 bis 2015 in der höchsten Liga von Malaysia, der Malaysia Super League, spielte. Mit dem Klub gewann er 2015 den Malaysia FA Cup. Im Endspiel besiegte man Kelantan FA mit 3:1. 2016 unterschrieb er einen Vertrag bei den Young Lions. Die Young Lions sind eine U23-Mannschaft, die 2002 gegründet wurde. In der Elf spielen U23-Nationalspieler und auch Perspektivspieler. Ihnen soll die Möglichkeit gegeben werden, Spielpraxis in der ersten Liga zu sammeln. Für die Lions absolvierte er 49 Erstligaspiele. Vom 1. Januar 2020 bis 31. Dezember 2022 absolvierte er seinen Militärdienst. Von Anfang Mai 2021 bis Jahresende wurde er an den Erstligisten Tanjong Pagar United ausgeliehen. Für Tanjong bestritt er 13 Erstligaspiele. Nach Ende seines Militärdienst nahm ihn am 1. Januar 2022 Tanjong Pagar United fest unter Vertrag. Hier stand er eine Saison unter Vertrag und absolvierte 25 Erstligaspiele. Zu Beginn der Saison 2023 wechselte er zu den ebenfalls in der ersten Liga spielenden Lion City Sailors. Am Ende der Saison 2023 feierte er mit den Sailores die Vizemeisterschaft. Am 4. Mai 2024 gewann er mit den Sailors den Singapore Community Shield. Das Spiel gegen Albirex Niigata (Singapur) wurde mit 2:0 gewonnen. Am Ende der Saison 2024/25 feierte er mit den Sailors die Meisterschaft. Am 18. Mai 2025 bestritt er mit den Sailors das Finale der AFC Champions League Two. Hier musste man sich im heimischen Bishan Stadium dem Sharjah FC mit 1:2 geschlagen geben. Am 31. Mai 2025 stand er mit den Sailors im Endspiel des Singapore Cup. Das Finale gegen die Tampines Rovers gewann man mit durch ein Tor von Bart Ramselaar mit 1:0.

### Nationalmannschaft
Zharfan Rohaizad spielte 2019 zweimal in der singapurischen U22-Nationalmannschaft.

## Erfolge
Singapore LionsXII
- Malaysia FA Cup: 2015

Lion City Sailors
- Singapurischer Meister: 2024/25
- Singapurischer Vizemeister: 2023
- Singapore Community Shield: 2024
- Singapore Cup-Sieger: 2025
- AFC Champions League Two: 2024/25 (Finalist)